# Cephalispa prominentia
Cephalispa prominentia är en tvåvingeart som beskrevs av Xiaolong Cui och Xue 1995. Cephalispa prominentia ingår i släktet Cephalispa och familjen husflugor.
Artens utbredningsområde är Guizhou (Kina). Inga underarter finns listade i Catalogue of Life.